# Antonio Jayme

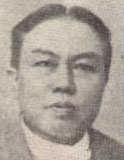
Antonio Jayme

Antonio L. Jayme (Jaro, 24 juli 1854 - 19 oktober 1937) was een Filipijns jurist en politicus.

## Biografie
Antonio Jayme werd geboren op 24 juli 1854 in Jaro, tegenwoordig een district in de Filipijnse stad Iloilo City. Hij was de oudste van zeven kinderen van Aguado Jayme en Sabina Ledesma. Op jonge leeftijd verhuisde Jayme met zijn gezin naar Silay, waar zijn ouders een suikerplantage begonnen. Hij begon zijn opleiding aan het seminarie van Jaro, waar zijn oom Francisco Jayme rector was. Vanaf 1872 studeerde Jayme aan het Colegio de San Juan de Letran in Manilla. Na het behalen van zijn diploma ging hij rechten studeren University of Santo Tomas, waar hij in oktober 1881 zijn licentiaat in de rechten behaalde. 
Kort daarna begon Jayme als advocaat in Bacolod. Hij werd later benoemd tot vrederechter en vervolgens tot rechter aan de Court of First Instance in dezelfde stad. Gedurende de Filipijnse revolutie speelde hij een belangrijke rol bij de overgave van de Spaanse troepen in Negros Occidental. Hij diende ook als minister van Justitie in de tijdelijke regering van Negros onder leiding van Aniceto Lacson. Na de machtsovername door de Amerikanen doceerde hij aan het Instituto Rizal, nu bekend als Negros Occidental High School, en schreef hij regelmatig onder pseudoniemen voor tijdschriften zoals La Libertad en La Razon.
In 1904 werd Jayme gekozen als gouverneur van de provincie Negros Occidental. Tijdens zijn termijn van drie jaar was hij verantwoordelijk voor het herstel van de openbare orde in de provincie en de bouw van lokale scholen. In 1907 werd hij gekozen als lid van het Filipijns Huis van Afgevaardigden. In het Huis diende hij onder andere een wetsvoorstel in om de doodstraf af te schaffen. Na zijn termijn keerde hij terug naar de advocatuur en beheerde hij zijn haciendas. Hij was ook directeur van de Bacolod-Murcia Sugar Central.
Jayme overleed in 1937 op 83-jarige leeftijd. Hij was getrouwd met Genoveva Gamboa en kreeg met haar vier kinderen: Angela, Antonio, Emilia en Carlos. Daarnaast had hij een zoon genaamd Fortunato uit een eerdere relatie met Efigenia Enriquez.